# Tradimento (film 1968)
Tradimento è un film del 1968, diretto dal regista Jules Dassin.